# Ioan Vizitiu

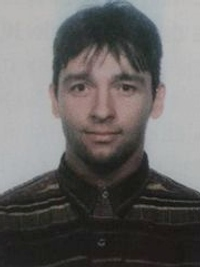
Ioan Vizitiu im Jahr 1992

Ioan Iulian Vizitiu (* 3. Februar 1970 in Bârlad) ist ein ehemaliger rumänischer Ruderer. Er gewann eine olympische Silbermedaille, bei Weltmeisterschaften erruderte je einmal Silber und Bronze.

## Sportliche Karriere
Ioan Vizitiu gewann bei den Junioren-Weltmeisterschaften 1988 die Goldmedaille im Zweier mit Steuermann. 1991 bei den Weltmeisterschaften in Wien überquerte Vizitiu mit dem rumänischen Achter die Ziellinie als Vierter mit 0,38 Sekunden Rückstand auf die drittplatzierten Briten. 1992 erreichte der rumänische Achter mit Iulică Ruican, Viorel Talapan, Vasile Năstase, Claudiu Marin, Dănuț Dobre, Valentin Robu, Vasile Măstăcan, Ioan Vizitiu und Steuermann Marin Gheorghe das Finale bei den Olympischen Spielen 1992 in Barcelona. Mit 0,14 Sekunden Rückstand auf die kanadische Crew und 1,22 Sekunden Vorsprung vor den drittplatzierten Deutschen gewannen die Rumänen die Silbermedaille.
Im Juli 1993 siegte Vizitiu im Vierer mit Steuermann bei der Universiade in Buffalo, wobei die Ruderwettbewerbe im kanadischen St. Catharines ausgetragen wurden. Sechs Wochen später bei den Weltmeisterschaften in Račice u Štětí erruderte der rumänische Achter mit sieben Athleten aus dem Vorjahres-Achter die Silbermedaille mit zwei Sekunden Rückstand auf den Deutschland-Achter. Ein Jahr später bei den Weltmeisterschaften 1994 in Indianapolis erruderten Nicolae Spîrcu, Ioan Vizitiu und Marin Gheorghe die Bronzemedaille im Zweier mit Steuermann. Spîrcu und Vizitiu traten auch im Zweier ohne Steuermann an, verfehlten aber den Einzug ins A-Finale und wurden dann abgeschlagen Letzte im B-Finale. 1995 bei den Weltmeisterschaften in Tampere wurde Vizitiu mit dem Vierer ohne Steuermann ebenfalls Letzter im B-Finale.